# Adjamé
Adjamé är en stadsdel och kommun i Elfenbenskustens största stad Abidjan. Antalet invånare var 340 892 vid folkräkningen 2021.